# Marian Franke
Marian Alojzy Franke (ur. 21 marca 1877 we Lwowie, zm. 12 września 1944 tamże) – polski lekarz internista, patolog, profesor Uniwersytetu Lwowskiego.

## Życiorys
Urodził się 21 marca 1877 we Lwowie, w rodzinie Jana Nepomucena, profesora Szkoły Politechnicznej we Lwowie, i Anieli ze Swaryczewskich. Ukończył gimnazjum we Lwowie. Odbył studia medyczne w Uniwersytecie Lwowskim (u A. Gluzińskiego) i uniwersytecie w Wiedniu (u J. Pala) zakończone w 1900 uzyskaniem tytułu doktora wszech nauk lekarskich. Studia uzupełniające odbył w Rzymie,  Berlinie (u E. Mendla) i Paryżu.
W 1900 rozpoczął pracę jako asystent w Katedrze i Klinice Chorób Wewnętrznych Wydziału Lekarskiego Uniwersytetu Lwowskiego. W 1908 roku habilitował się z patologii i terapii szczegółowej chorób wewnętrznych. W 1916 otrzymał tytuł profesora tytularnego i objął stanowisko p.o. kierownika Katedry Patologii i Terapii Szczegółowej. Od 1918 profesor nadzwyczajny, a od 1921 profesor zwyczajny. Od 1921 do 1939 kierował Katedrą Patologii Ogólnej i Doświadczalnej Uniwersytetu Jana Kazimierza we Lwowie. Tworząc w Zakładzie pracownię metodycznego badania młodzieży uprawiającej sport, stację badania przemiany gazowej u ludzi i zwierząt oraz pracownię badań balneologiczno-klimatycznych nadał mu charakter badawczo-kliniczny. W latach 1928–1929 i 1936–1937 pełnił funkcję dziekana Wydziału Lekarskiego. Po zajęciu Lwowa przez ZSRR, od września 1939 kierownik tej katedry w wydzielonym z Uniwersytetu Instytucie Medycznym, a w 1942 kierownik Oddziału Patologii na tej samej uczelni, przekształconej przez okupantów hitlerowskich w Staatliche Medizinische und Naturwissenschaftliche Fachkurse we Lwowie.
W pracy naukowej zajmował się kardiologią, nefrologią i patofizjologią krwi i krążenia krwi. Opracował metodę oznaczania enzymów proteolitycznych leukocytów i podał indeks proteolityczny, opisał postacie ostrego zapalenia nerek jako powikłań duru powrotnego. Zainicjował w Polsce badania w zakresie teleelektrokardiografii. Wydał Podręcznik chorób serca i naczyń oraz ok. 100 prac naukowych z tej dziedziny i z dziedziny chorób nerek.
Od 1930 członek korespondent Polskiej Akademii Umiejętności, a od 1937 członek czynny. Członek czynny Towarzystwa Naukowego we Lwowie, w roku 1921–1922 jego wiceprezes, w roku 1922–1923 prezes. Z powodu przywiązania do Lwowa trzykrotnie odmówił objęcia Katedr i Klinik Chorób Wewnętrznych w: Uniwersytecie Wileńskim (1921), Uniwersytecie Poznańskim (1923) i Uniwersytecie Warszawskim (1931). Był członkiem zarządu Polskiego Towarzystwa Higienicznego i jednym z inicjatorów utworzenia Muzeum Higieny we Lwowie w 1937.
Zmarł 12 września 1944 we Lwowie i został pochowany na cmentarzu Łyczakowskim.

### Wybrane publikacje naukowe
- Surowica rozpuszczająca ciałka białe krwi (1901)
- O rzadkiej postaci niemiarowości ruchów serca (1905)
- O sposobach wyrównania wad zastawki trójdzielnej (1906)
- O leczeniu przewlekłej niedomogi mięśnia sercowego (1909)
- Znaczenie fizjologiczne części przedsionkowo-komorowej układu przenośniego serca (1912)
- Diagnostyka chorób narządu krążenia (1921)
- Nowe drogi w medycynie wewnętrznej (1922)
- Skrypta patologji ogólnej i doświadczalnej (1923)
- Badania nad patogenezą mocznicy (1924)
- Leczenie przewlekłych schorzeń serca (1926)

### Służba wojskowa
W czasie I wojny światowej był lekarzem frontowym armii austriackiej. W 1918 brał udział w obronie Lwowa. W latach 1918–1921 pełnił służbę jako major, następnie podpułkownik-lekarz Wojska Polskiego.

## Ordery i odznaczenia
- Złoty Krzyż Zasługi (28 marca 1939)[6]